# Septifer bilocularis
Septifer bilocularis is een tweekleppigensoort uit de familie Mytilidae. De wetenschappelijke naam van de soort werd voor het eerst geldig gepubliceerd in 1758 door Linnaeus.
Rechter en linker klep van hetzelfde exemplaar:

Rechter Klep
Linker Klep